# Брянськ
Брянськ (рос. Брянск) — місто обласного підпорядкування в Російській Федерації, адміністративний центр Брянської області та Брянського району. Населення міста становить 402 675 осіб (2020).

## Історія
Брянськ — одне з найстаріших міст Росії. Засноване 985 року як укріплення на річці Десні. Назва міста Брянськ походить від колишньої давньоруської назви Дъбряньск, утвореного від слова «дъбрь». (Старослов'янське слово «дъбрь» означає «обрив, рів, гірський схил, порослий густим лісом»). Уперше згадується в Іпатіївському літописі 1146 року. Згодом також згадується у Воскресенському, Лаврентіївському і Троїцькому літописах. У місті був похований князь Святослав Олегович. На той час місто входило до складу Чернігівського князівства. Після того, як старе місто на Чашівському кургані згоріло, було збудовано нове — на Покровській горі. Територія колишнього городища (урочище Покровська Гора) знаходиться нині в центрі м. Брянськ, на високому (до 45 м) мисі, утвореному правим берегом р. Десна та лівим берегом її притоки р. Судок, і складається з двох майданчиків — дитинця (100 х 68 м) та «окольного граду» (280 х 170 м) на північний схід від нього, за яким був відкритий посад.
З 1252 року Брянськ набув статусу стольного удільного міста Брянського князівства, коли князь Роман Чернігівський переніс свою столицю з Чернігова до Брянська. За його правління місто стало політичним і культурним центром Чернігівських земель. Його син, князь Олег, успадкував владу, але згодом постригся в ченці, тому владу захопили смоленські князі.

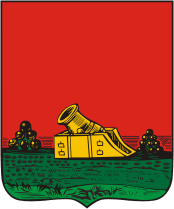
Герб 1781 року

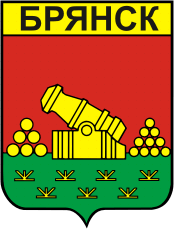
Герб 1980 року

1356 року Брянське князівство увійшло до складу Великого князівства Литовського. Брянськ згадується у переліку руських міст далеких і близьких кінця XIV століття як «київське» місто. 1500 року містом заволоділи московські війська. Після закінчення війни з Литвою 1503 року місто разом з усіма прилеглими територіями відійшло до Московського царства. З цього часу Брянськ стає основним оплотом на південному заході Московії. Тоді ж, на початку XVI століття, утворюється Брянський повіт. За часів Петра І було видано ряд указів, які підняли рівень промисловості та торгівлі в місті. Великої ролі набув Свенський ярмарок, один із найбільших у Росії. Крім того, було збудовано корабельну верф, яка забезпечувала будівництво кораблів для захисту кордонів Російської Імперії від турків.
1778 року Брянськ стає повітовим містом Орловської губернії зі своїм гербом. 1783 року за наказом Катерини ІІ в місті починають будівництво Брянського арсеналу. Гармати, виготовлені тут, зіграли пізніше велику роль у Наполеонівських війнах. Крім того, у місті розвивалися канатопрядильна, цегельна, тютюнова та лісопильна промисловості. На той час у місті проживало близько 13 тис. жителів. З будівництвом залізниці 1868 року місто включається до транспортної мережі Росії.
Після революції 1917 року Брянськ ненадовго стає центром Брянської губернії (1920–1929). Пізніше входив до складу Західної, а потім Орловської області. У радянський період місто стає важливим промисловим центром країни. 1927 року почалося будівництво Брянської ДРЕС у селищі Білі Береги. Бойові дії й німецька окупація (1941–1943) призвели до жахливих руйнувань міста. Після війни відбудову почали з машинобудівного заводу, який 1946 року вже випустив свій перший паровоз. 1944 року Брянськ стає обласним центром, і за спеціальною державною постановою був віднесений до 15 найстаріших міст Росії. 1956 року до складу Брянська як район включено місто Бежиця.

## Населення міста
| Рік        | 1616 | 1622 | 1840 | 1850 | 1861 | 1866 | 1888 | 1897 | 1913 | 1926 | 1939 | 1960  | 1970  | 1979  | 1989  |
| ---------- | ---- | ---- | ---- | ---- | ---- | ---- | ---- | ---- | ---- | ---- | ---- | ----- | ----- | ----- | ----- |
| Осіб, тис. | 1,0  | 2,5  | 8,2  | 9,5  | 12,0 | 13,9 | 20,0 | 24,5 | 30,7 | 47,7 | 87,5 | 218,3 | 317,2 | 393,8 | 451,8 |

| Рік        | 1999  | 2002  | 2009  |
| ---------- | ----- | ----- | ----- |
| Осіб, тис. | 461,1 | 431,5 | 411,8 |

## Адміністративний поділ
Брянськ адміністративно ділиться на чотири округи (2002):
- Бежицький — 160 036 осіб; включає смт Радиця-Криловка — 3 513 осіб
- Володарський — 78 145 осіб; включає смт Велике Полпіно — 4 613 осіб
- Совєтський — 117 879 осіб
- Фокінський — 75 466 осіб; включає смт Білі Берега — 10 637 осіб

## Міста-побратими
- Орел
- Сєверодвінськ
- Гомель
- Могильов
- Мінськ
- Карлово
- Дупниця
- Науйої-Акмяне
- Добеле
- Дьєр
- Ловелл

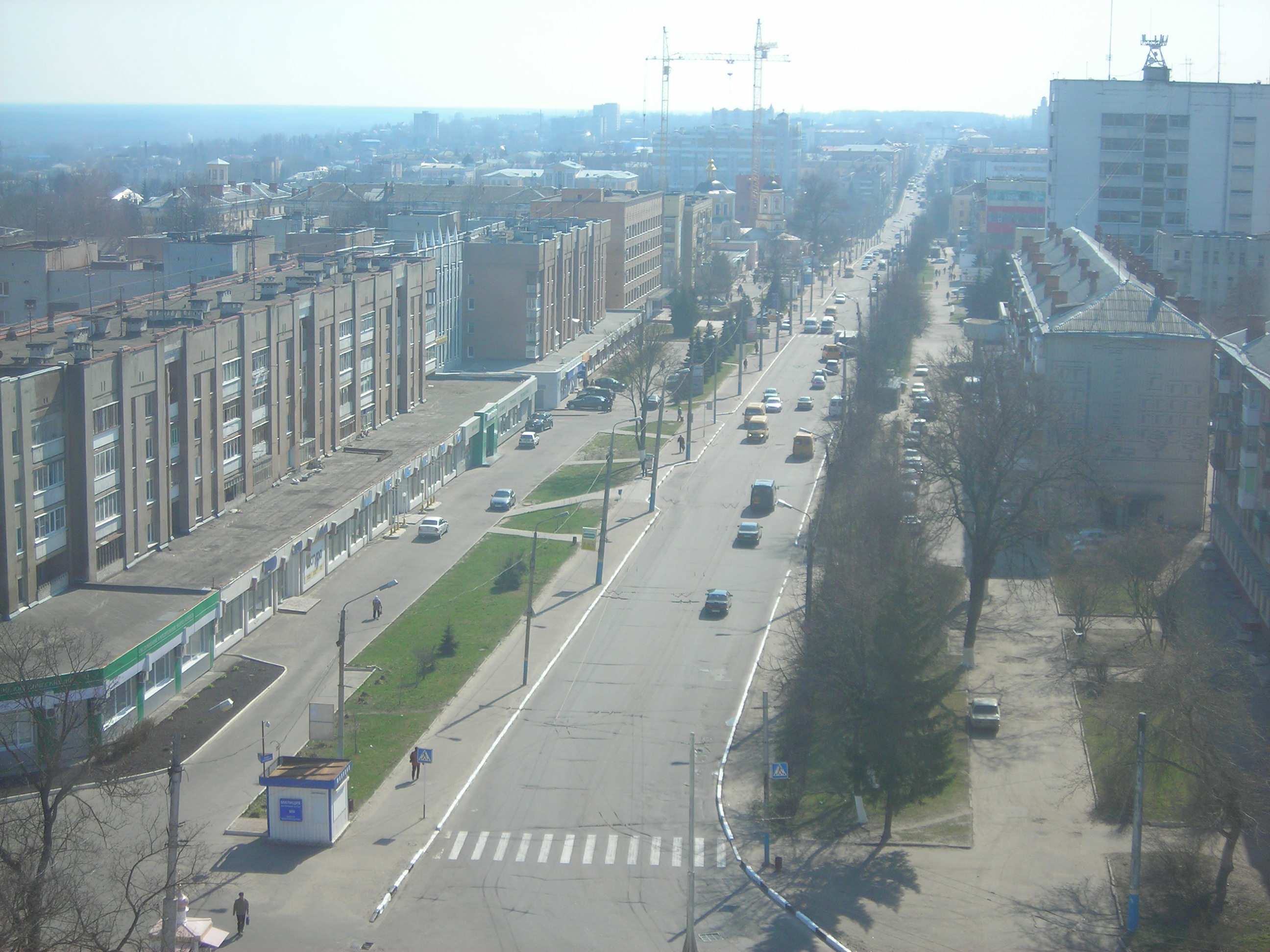
Проспект Леніна

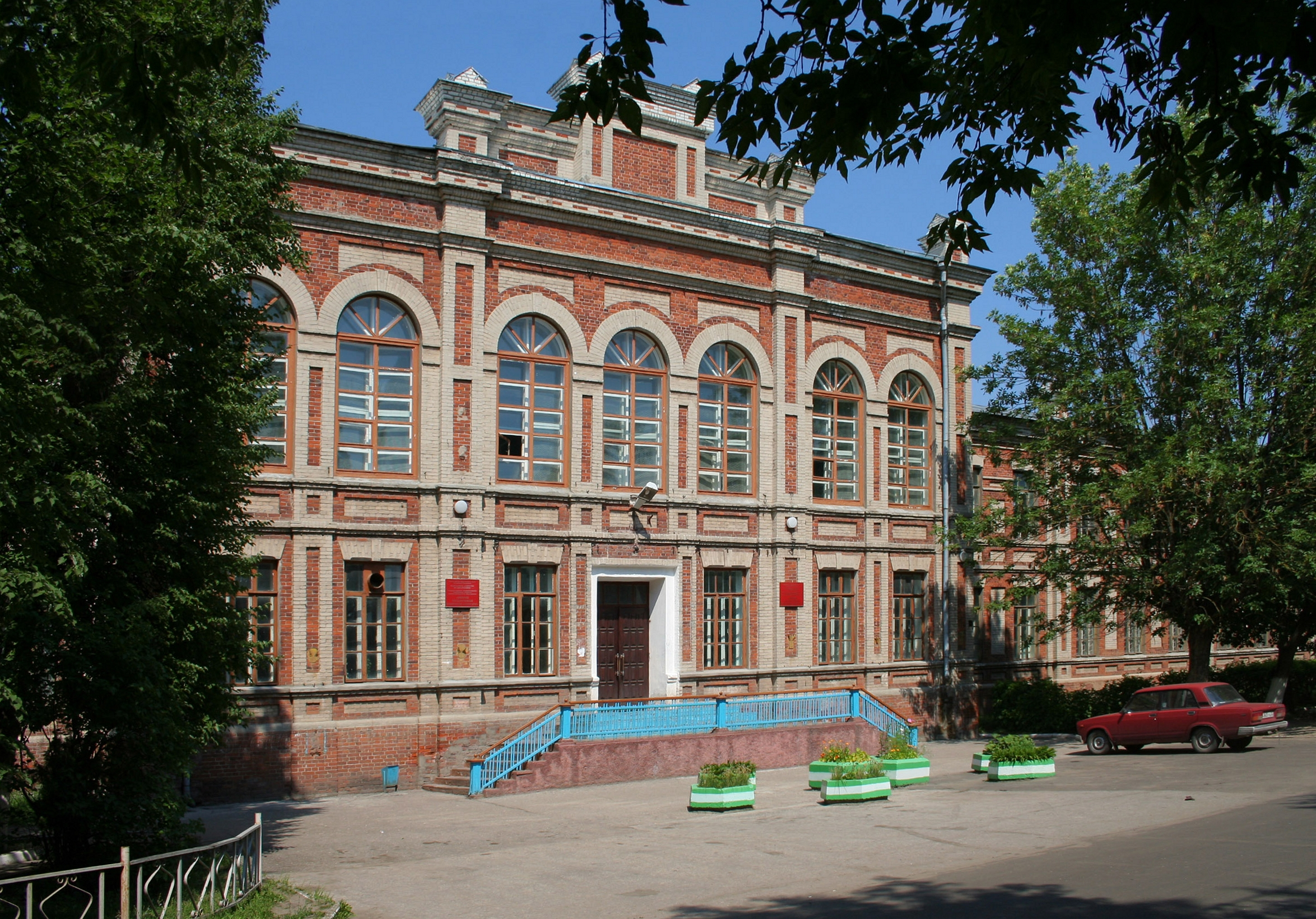
Технічний університет (БДТУ)

Українські міста Чернігів та Чернівці, а також польський Конін розірвали побратимські зв'язки із Брянськом через агресію Російської Федерації проти України.

## Культура й освіта

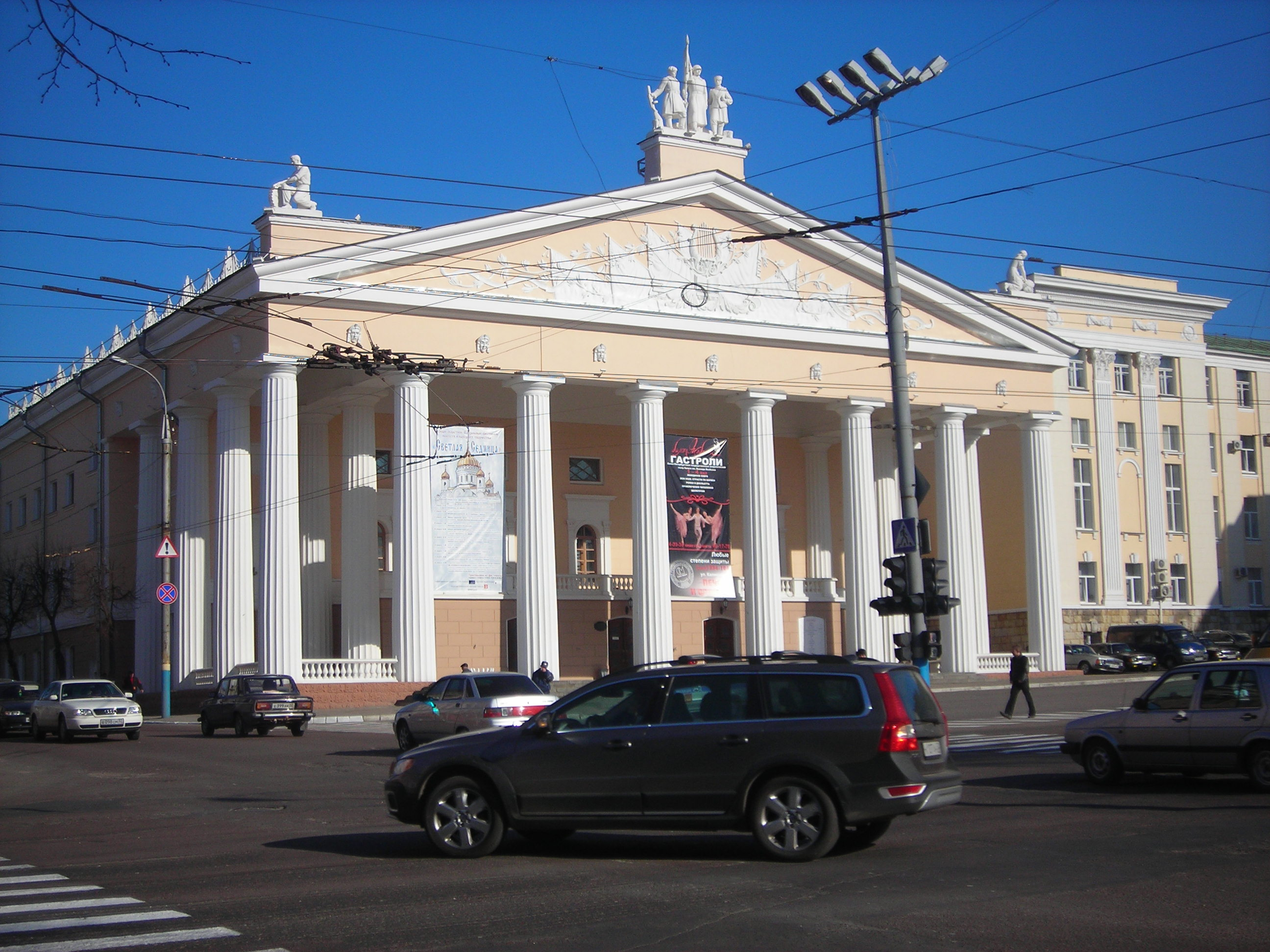
Театр

Серед загально-освітніх закладів діють 188 шкіл. В місті є 5 вищих навчальних заклади та 19 філіалів:
- Брянський державний університет імені академіка І. Г. Петровського
- Брянська державна інженерно-технологічна академія
- Брянський державний технічний університет
- Брянська державна сільськогосподарська академія
- Брянський відкритий інститут управління та бізнесу — єдиний недержавний виш у Брянську.

У Брянську серед закладів культури діють: 18 Палаців та будинків культури, 168 бібліотек, 5 парків культури і відпочинку загальною площею 30,8 га, 4 кінотеатри, 11 шкіл мистецтв, 3 театри, зокрема, театр драми імені О. К. Толстого, ТЮГ і ляльковий, міський цирк на 1945 місць, 4 музеї, філармонія та планетарій.

## Охорона здоров'я
В місті функціонують:
- 4 багатопрофільні лікарні
- 2 дитячі лікарні
- 7 поліклінік
- 2 пологових будинки
- 4 стоматологічні поліклініки
- міська станція швидкої медичної допомоги
- клініко-діагностична поліклініка

## Економіка
Брянськ — велике промислове місто Росії. Основні галузі промисловості — машинобудування та металообробка. Також розвинені хімічна, електротехнічна та електронна, деревообробна, текстильна та харчова промисловості. Більш як 1200 підприємств випускають тепловози, вантажні вагони, автогрейдери, асфальтозмішувачі, сільськогосподарську техніку, будівельні матеріали, швейні вироби тощо. За 2008 рік всі підприємства міста виробили продукції на загальну суму в 38,4 млрд руб.
До найбільших підприємств належать машинобудівний, сталеливарний, автомобільний заводи, завод колісних тягачів, підприємства «Ірмаш» та «Арсенал» (виробництво дорожньої техніки), «Брянськсільмаш» (виробництво сільськогосподарської техніки) та «Термотрон» (виробництво устаткування для залізниць), експериментальний завод по ремонту дизельних машин, хімічний та електромеханічний заводи, «Група-Кремній» (виробництво запчастин для електроніки), «Брянськпромбетон», паперова та картонна фабрики, камвольний комбінат, «Брянськспиртпром», кондитерська фабрика, компанія «Мелькрукк» (виробництво борошна, круп, пива, солоду та макаронних виробів), молочний комбінат та м'ясокомбінат.

## Транспорт

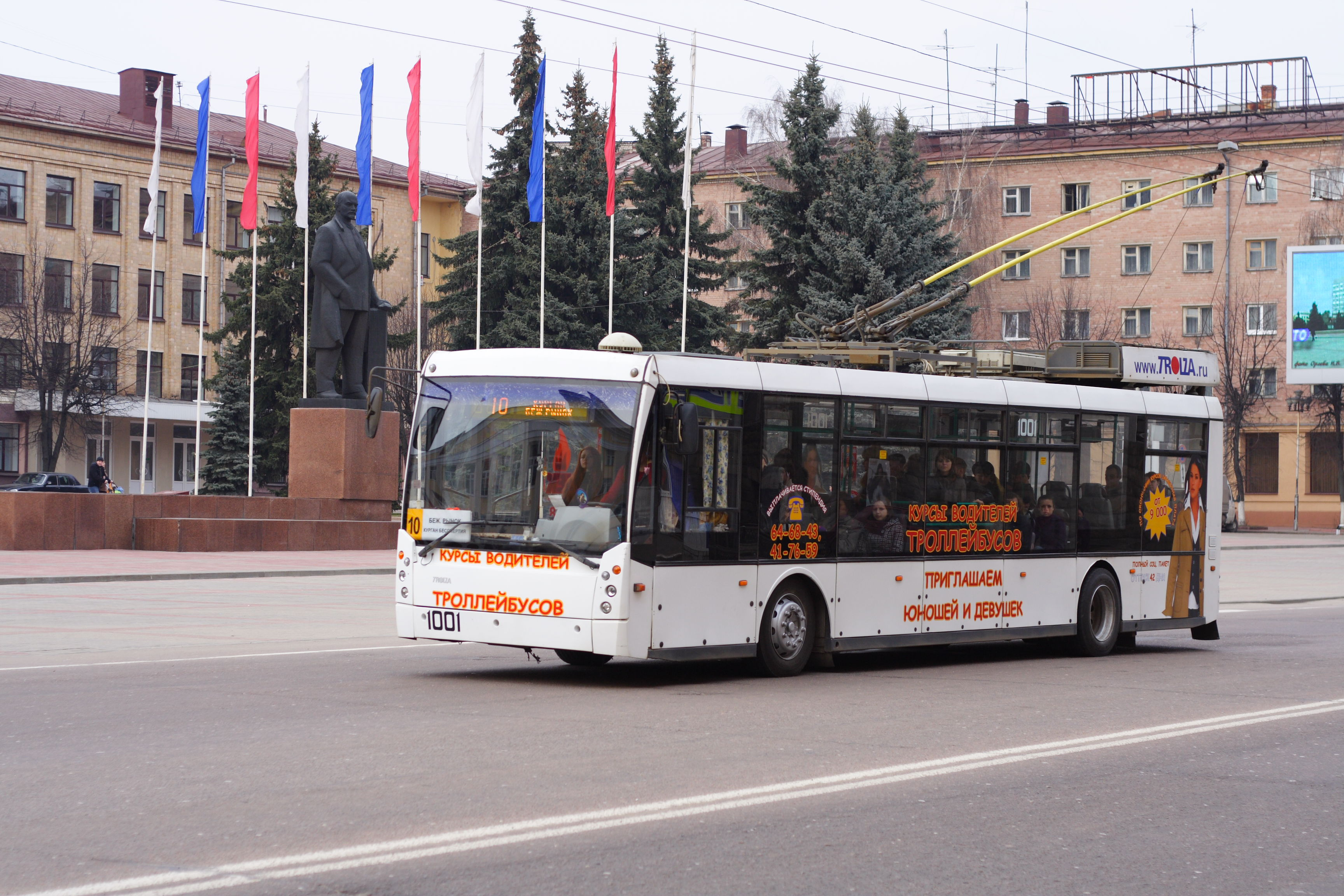
Брянський тролейбус

Брянськ займає вигідне транспортно-географічне положення. Місто розташоване на найкоротшому шляху з України і Західної Європи до Москви, а також із Кубані і Кавказу до Санкт-Петербургу. Брянськ-Орловський є одним із найбільших залізничних вузлів Центральної Росії. У 1994 році введено в експлуатацію новий Міжнародний аеропорт «Брянськ». Через місто пролягає нафтопровід «Дружба» із Самари в Білорусь. Станом на 1 січня 2006 року в місті зареєстровано 57 826 одиниць автомобільного транспорту, діє громадський транспорт: тролейбуси та автобуси.

## Видатні місця
- Курган Безсмертя, на честь загиблих в роки Другої Світової війни (1967)
- Горно-Микільська церква (1751)
- Садиба купця Авраамова (1870)
- Свято-Покровський собор (1626)
- Свято-Гробовська церква (1904)
- Свенський монастир (1288)
- Меморіальний комплекс «Партизанська поляна»
- Музей лісу «Брянський ліс» — єдиний в Росії. Майже повністю знищений пожежею в березні 2009 року
- Парк-музей Толстого — декоративно-парковий ансамбль
- Монумент жертвам Чорнобильської аварії (2006)

## Відомі люди
- Олександр Пересвіт — герой куликівської битви
- Астаповський Володимир Олександрович — футболіст, заслужений майстер спорту (2003)
- Афанасьєв Віктор Михайлович — російський космонавт, полковник, Герой Радянського Союзу
- Волков Олександр Олександрович — перший президент Удмуртії
- Габо Наум — російський та американський художник, скульптор та архітектор
- Добичин Леонід Іванович — російський письменник
- Іванов Ілля Іванович[ru] (1899—1967) — радянський конструктор артилерійського озброєння
- Іванов Михайло Федорович (1912—1988) — радянський офіцер-артилерист, Герой Радянського Союзу
- Камозін Павло Михайлович — льотчик, капітан, двічі Герой Радянського Союзу
- Кондрат Іван Миколайович — державний радник юстиції, заступник генерального прокурора Росії (2004–2007)
- Кривельова Світлана Володимирівна — російська спортсменка, легкоатлетка, чемпіонка світу (2003)
- Куркіна Лариса Миколаївна — російська спортсменка
- Малкін Геннадій Юхимович (нар.1939) — радянський і російський сатирик, афорист
- Медведєв Дмитро Миколайович — полковник НКВД, командир партизанського загону, Герой Радянського Союзу
- Нарусова Людмила Борисівна — російський політичний діяч, сенатор Ради Федерації
- Несмачний Андрій Миколайович — український футболіст, член національної збірної України
- Нікулін Володимир Федорович (1931—2021) — громадський діяч та заслужений будівельник України. Почесний громадянин міста Житомир.
- Петраков Валерій Юрійович — радянський футболіст, майстер спорту міжнародного класу
- Преображенський Євгеній Олексійович — революціонер, більшовик, один з лідерів Лівої опозиції
- Проскурін Петро Лукич — радянський письменник, Герой Соціалістичної Праці (1988)
- Рябінкіна Ольга Сергіївна — російська спортсменка, легкоатлетка, срібний призер чемпіонату світу (2005)
- Трошин Максим Юрійович — російський співак, поет, композитор
- Хлуд Борис Олексійович — радянський військовий льотчик, Герой Радянського Союзу.
- Шандибін Василь Іванович — російський політик, депутат Держдуми від КПРФ
- Серьогин Олександр Олександрович
- Швець Ірина Борисівна — українська співачка (сопрано), народна артистка України.